# L'Orient
L'Orient, varata col nome Le Dauphin Royal,  era la nave ammiraglia della flotta francese alla battaglia navale di Abukir, chiamata dagli inglesi battaglia del Nilo. Durante l'attacco portato dalla flotta inglese comandata da Horatio Nelson nella notte tra il 1º ed il 2 agosto 1798 fu affiancata e cannoneggiata a lungo, fin quando esplose con la perdita quasi totale dell'equipaggio; solo cento tra i mille componenti dell'equipaggio riuscirono a salvarsi a nuoto. Secondo alcuni storici la nave era stata ritinteggiata di recente e la vernice accelerò la combustione del legno rendendo inutili gli sforzi dell'equipaggio per spegnere le fiamme: quando queste raggiunsero la santabarbara il vascello esplose, con un rumore così forte che si udì fino ad Alessandria d'Egitto, a oltre 20 km dal luogo della battaglia. La nave trasportava il tesoro della spedizione di Napoleone, oltre alle ricchezze e ai tesori artistici depredati ai Cavalieri Ospitalieri durante il saccheggio di La Valletta, e la sua perdita perciò fu particolarmente grave per il condottiero francese.

## Storia
Appartenente alla classe Commerce de Marseille ed originariamente varato con il nome di Le Dauphin Royal nel 1791 a Tolone, venne rinominato Sans-Culotte nel 1795. Con i suoi 118 cannoni era classificata vascello di primo rango; da notare che la classificazione francese non sempre coincideva con quella inglese, ma anche secondo quest'ultima, la nave sarebbe stata di prima classe.
Stazzava 3000 tonnellate, e le sue batterie erano così disposte:
- 32 cannoni da 36 libbre nel ponte inferiore
- 34 cannoni da 24 libbre nel ponte intermedio
- 34 cannoni da 12 libbre nel ponte superiore
- 18 cannoni da 8 libbre e 6 carronate da 36 libbre su castello di prua e cassero.

## Curiosità
- Un'eco della distruzione del vascello francese si trova in uno dei romanzi di Patrick O'Brian, Primo comando, con protagonista Jack Aubrey, che l'autore fa partecipare alla battaglia con il grado di tenente di vascello sulla HMS Leander (52 cannoni), una delle navi britanniche impegnate in combattimento; questa verrà catturata poi dalla Genéreux, uno dei due vascelli francesi che sfuggirono alla distruzione o cattura.
- Un frammento del suo albero maestro fu utilizzato per la bara di Horatio Nelson.
- Un riferimento alla nave si trova nella storia a fumetti "Topolino e il fantasma di Cleopatra"(2009)